# Castelo de Castro Caldelas
O castelo de Castro Caldelas é uma fortaleza, mista de paço com castelo medieval, situada no cume de Cima de Vila (Castro Caldelas), sendo o seu monumento mais emblemático. Pertenceu à casa de Lemos. 

## Arquitetura
A fortaleza tem a planta em polígono irregular adaptado ao terreno sobre o que se assenta. Da construção original conservam-se as muralhas, três torres, a casa do administrador e o pátio de armas com um algibe.

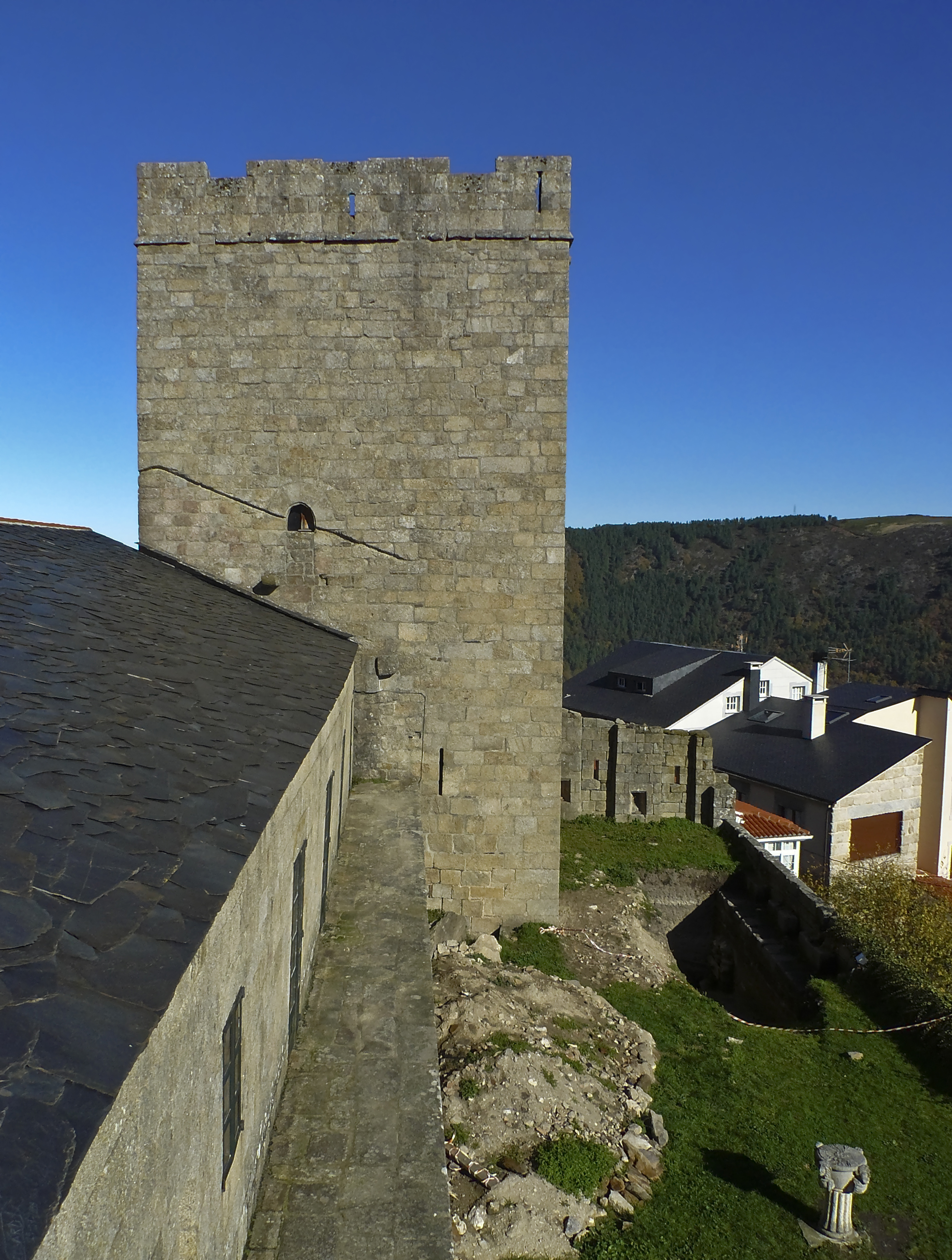
Foto 1: Torre da homenagem.

A porta principal encontra-se decorada com os escudos dos seus donos: um leão rampante e um castelo, armas dos Enríquez, os seis rolos mostram a dos Castro e dois lobos símbolos dos Osorio.
O amplo pátio de armas está rodeado por quatro setores de torres, símbolo dos condes de Lemos, proprietários originais. No edifício podem ver muralhas, troneiras, mata-cães e barbacãs, assim como várias gravuras com as armas dos Castro, dos Osorio, dos Enríquez e as taus.
O pátio de armas levam-se às distintas dependências. Em cima e a ambos os dois lados do pátio encontra-se a zona residencial do tipo paço, com os seus corredores com muitos bancos, que abrigam a biblioteca, o museu etnográfico e outros serviços. Ao fundo e no centro do pátio, há um enorme brocal (guarnição) de poço e ao lado, restos do antigo forno.
No primeiro piso do paço encontra-se as salas dedicadas aos estudos arquitetônicos da comarca, onde podem ver gráficos e explicações com grande detalhe sobre a construção de mosteiros, fornos, vivendas etc. Na torre do Relógio, do que se conserva em funcionamento a antiga maquinaria, há algumas peças etnográficas e umas panorâmicas desde as janelas com faladoiros (lugar reservado para conversas). Do paço pode-se passar ao passeio da muralha (adarba), de onde se pode contemplar toda a distribuição do conjunto, o esquema construtivo das muralhas, troneiras, mata-cães e barbacãs e as vistas da vila e no seu contorno.
No patio ao sul podem-se apreciar restos de torreões, um relógio de sol, outros restos arqueológicos e a Torre da Homenagem [foto 1]. A muralha exterior tem próximas (acaroadas) três torres quadradas, uma delas coberta com uma abóboda, os seus muros são de grande largura (chamado de "anchura") para resistir aos projeteis (já que foram reconstruídas no Século XIV). Em uma das torres, encontra-se a porta traseira do castelo, que é a entrada para as carruagens.

## História
Não se conserva documentação sobre a construção da fortaleza. Em 1336, o castelo foi reconstruído por Pedro Fernández de Castro para dominar os seus novos domínios regalados pelo rei Afonso XI. Em agosto de 1469, durante a grande guerra irmandinha, as tropas ao mando de Diego de Lemos atacaram e derrubaram o castelo. Uma vez derrotados e represados, os irmandinhos, depois de pacificar a zona, foi mandado reconstruir de novo por Pedro Álvarez Osorio, com a mão de obra gratuita dos vassalos que foram obrigados. A vizinhança apresentou um pleito pela forte subida de impostos, não sucedendo a favor do povo a Real Audiência de Valladolid, 167 anos depois.
Em 1560, terminado a reconstrução do castelo, segundo consta na inscrição da Porta das Carruagens [foto 2]. A restauração fizeram à moda renascentista, e incluindo-se um paço no interior do castelo. Por um lado é um edifício militar e por outro um edifício para moradia.

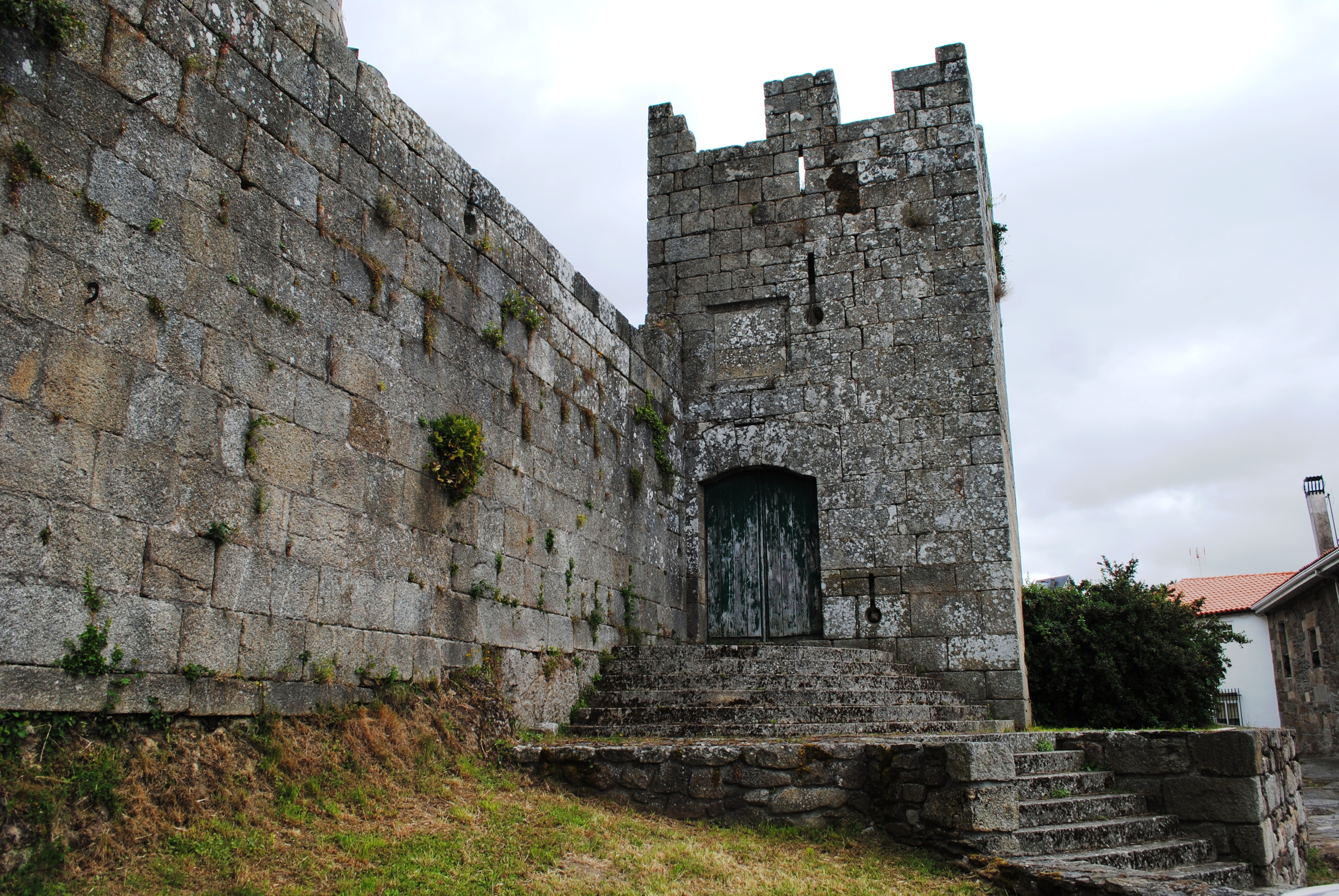
Foto 2: Torre e Porta das Carruagens

Em 1794 o senhorio de Lemos, incorporou-se por via matrimonial à casa de Alba. O castelo esteve habitado até o século XIX por Sol Stuart, parente dos Duques de Alba.
Depois da invasão da Península Ibérica por parte das tropas napoleônicas, em 1809 o general Marchand ao mando do 15º Regimento da sua divisão, tocou fogo à vila e ao castelo em represália pelo ataque sofrido pelos guerrilheiros da zona, perdendo-se no incêndio muitos papéis. Este foi o último acontecimento violento que sofreu o castelo.
Em 1991, a casa de Alba cedeu o castelo ao concelho de Castro Caldelas com fins culturais. Em 17 de novembro de 1994, o castelo foi nomeado bem de interesse cultural da Espanha.

## Tradição oral
O castelo conta com várias lendas, como a da presença do marechal, Pero Pardo de Cela, guerreando contra os irmandinhos, e a lenda que diz de uma existência de um passagem secreta que parte do castelo para ao rio Sil.